# Wola Jaworowa
Wola Jaworowa (1479 Vola dicta Mąthną, 1480 Mąthne, Manthna, 1489 Vola, 1552 Wola Jaworowa) – nieistniejąca wieś będąca częścią Woli Sękowej, dawniej Nowotańca, leży w Beskidzie Niskim, na Pogórzu Bukowskim, nad rzeką Sanoczek. Obecnie według rejestru TERYT jest to część wsi Wola Sękowa, położona w województwie podkarpackim, w powiecie sanockim, w gminie Bukowsko.
Od 1340 do 1772 ziemia sanocka, województwo ruskie. Od 1772 do 1852 cyrkuł leski następnie sanocki. Od 1867 powiat sanocki, gmina Bukowsko w Galicji.
W roku 1520 dziedzic tych ziem Adam Wzdowski, powierzył pracowitemu Pawłowi Dynowiczowi osadzenie we wsi Jawornik, nowych przybyszów na prawie kmiecym.
W połowie XIX wieku właścicielem posiadłości tabularnej w Senkowej, Woli Jaworowej i Zaliwa był Jakub Wiktor. W 1905 Władysław Wiktor posiadał we wsi obszar 380,8 ha.
Wieś graniczyła od północy z Wolą Sękową, od zachodu z Tokarnią, od południa z Bukowskiem i Nagórzanami, a od wschodu z Nowotańcem. W roku 1946 mieszkańcy tej wsi zostali przesiedleni do USRR.
Wieś należała do parafii rzymskokatolickiej Nowotańcu.
Nazwiska mieszkańców z końca XIX wieku;
Kowal, Gembus, Dżugan, Lenio, Goliat, Pituch, Winnicki, Szwast, Szymański, Cap, Korcaba, Sołtys, Kowalczyk, Krawiec, Patrylak, Kopacz, Drozd, Lisienko.